# Laura Ioana Paar
Laura Ioana Paar, née le 31 mai 1988 à Bucarest, est une joueuse roumaine de tennis.

## Carrière
Laura Ioana Paar a débuté sur le circuit professionnel en 2008.
En mars 2020, elle gagne son premier titre WTA en double lors du tournoi International de Lyon avec l'Allemande Julia Wachaczyk.

## Palmarès

### Titre en double dames
| No | Date       | Nom et lieu du tournoi | Catégorie | Dotation  | Surface    | Partenaire      | Finalistes                      | Score    |          |
| -- | ---------- | ---------------------- | --------- | --------- | ---------- | --------------- | ------------------------------- | -------- | -------- |
| 1  | 02-03-2020 | Open 6e sens Lyon      | Intern'l  | 271 750 $ | Dur (int.) | Julia Wachaczyk | Lesley Kerkhove Bibiane Schoofs | 7-5, 6-4 | Parcours |

## Parcours en Grand Chelem

### En simple dames
| Année | Open d'Australie | Open d'Australie | Internationaux de France | Internationaux de France | Wimbledon | Wimbledon        | US Open | US Open |
| ----- | ---------------- | ---------------- | ------------------------ | ------------------------ | --------- | ---------------- | ------- | ------- |
| 2020  | Q2               | Anna Kalinskaya  | Q2                       | Marta Kostyuk            | Annulé    | Annulé           | —       | —       |
| 2021  | —                | —                | Q1                       | Nuria Párrizas Díaz      | —         | —                | —       | —       |
| 2022  | —                | —                | —                        | —                        | Q1        | Christina McHale | —       | —       |
| 2023  | —                | —                | —                        | —                        | —         | —                | —       | —       |
| 2024  | —                | —                | Q1                       | Jule Niemeier            | —         | —                | —       | —       |

N.B. : à droite du résultat se trouve le nom de l'ultime adversaire.

## Classements WTA en fin de saison
| Année          | 2006 | 2007 | 2008 | 2009 | 2010 | 2011 | 2012 | 2013 | 2014 | 2015 | 2016 | 2017 | 2018 | 2019 | 2020 | 2021 |
| Rang en simple | 682  | 563  | 461  | 375  | 672  | 361  | 312  | 357  | 520  | 905  | 669  | 420  | 453  | 212  | 192  | 364  |
| Rang en double | 418  | 380  | 356  | 384  | 449  | 254  | 308  | 239  | 412  | 819  | 235  | 371  | 221  | 121  | 165  | 673  |

Source : (en) Classements de Laura Ioana Paar sur le site officiel de la Fédération internationale de tennis